# Cape Alyat
Cape Alyat (azerbajdzjanska: Ələt Burnu) är en udde i Azerbajdzjan.   Den ligger i distriktet Baku, i den östra delen av landet, 50 km sydväst om huvudstaden Baku.
Terrängen inåt land är huvudsakligen platt, men västerut är den kuperad. Närmaste större samhälle är Qobustan, 11,1 km nordväst om Cape Alyat. 